# Tour de Colombie 1973
Le Tour de Colombie 1973, qui se déroule du 19 juin au 1er juillet 1973, est une épreuve cycliste remportée par le Colombien Rafael Antonio Niño. Cette course est composée de treize étapes.